# الزنكلون
قرية الزنكلون هي إحدى القرى التابعة لمركز الزقازيق في محافظة الشرقية في جمهورية مصر العربية. حسب إحصاءات سنة 2006، بلغ إجمالي السكان في الزنكلون 25947 نسمة، منهم 13487 رجل و12460 امرأة.

## التاريخ
ذكرها علي مبارك في كتابه الخطط التوفيقية، حيث ذكر أنها من قرى مديرية الشرقية بقسم العزيزية، وأن بها قصرًا لإبراهيم باشا بن أحمد باشا بن إبراهيم باشا بن محمد علي باشا، وبها ورشة لإصلاح الماكينات، ولها سوق يقام كل يوم أربعاء وأكثر أهلها مسلمون.